# Pierre-Ambroise Bosse
Pierre-Ambroise Bosse (Nantes, 11 de maio de 1992) é um meio-fundista francês, campeão mundial dos 800 metros em Londres 2017.